# Player Piano
Player Piano, gepubliceerd in 1952, is de eerste roman van de Amerikaanse schrijver Kurt Vonnegut. Het is een dystopie over een volledig geautomatiseerde Amerikaanse samenleving ergens in de toekomst. In Player Piano introduceert Vonnegut veel van de thema's die centraal staan in zijn latere romans.
Het verhaal speelt zich af in een samenleving die bijna volledig gemechaniseerd is, waardoor er geen menselijke arbeiders meer nodig zijn. Dit creëert een conflict tussen de rijke bovenklasse - de ingenieurs en managers die de samenleving beheren - en de lagere klasse, die door de machines zo goed als overbodig is geworden. Het boek maakt gebruik van ironie en sentimentaliteit, een combinatie die ook het latere werk van Vonnegut zal kenmerken.
Player Piano is vooral een satire op het Amerika van na de Tweede Wereldoorlog. Vonnegut bekritiseert in zijn verhaal het onvoorwaardelijke geloof van de Amerikanen van de jaren vijftig in technologie en vooruitgang, hun onverzadigbaar verlangen naar materiële bezittingen, hun gebrek aan interesse in de politiek, en de pogingen van die samenleving om vrouwen te stimuleren om zich uit het beroepsleven terug te trekken.